# 4445 Jimstratton
A 4445 Jimstratton (ideiglenes jelöléssel 1985 TC) a Naprendszer kisbolygóövében található aszteroida. Szuzuki Kenzó és  Urata Takesi fedezte fel 1985. október 15-én.